# Куковский монастырь
Куковский монастырь (рум. Mănăstirea Cucova также Свято-Троицкий монастырь рум.  Mănăstirea Sfânta Treime) — православный мужской монастырь Православной старостильной церкви Румынии в селе Кукова, в жудеце Бакэу в Румынии.

## История

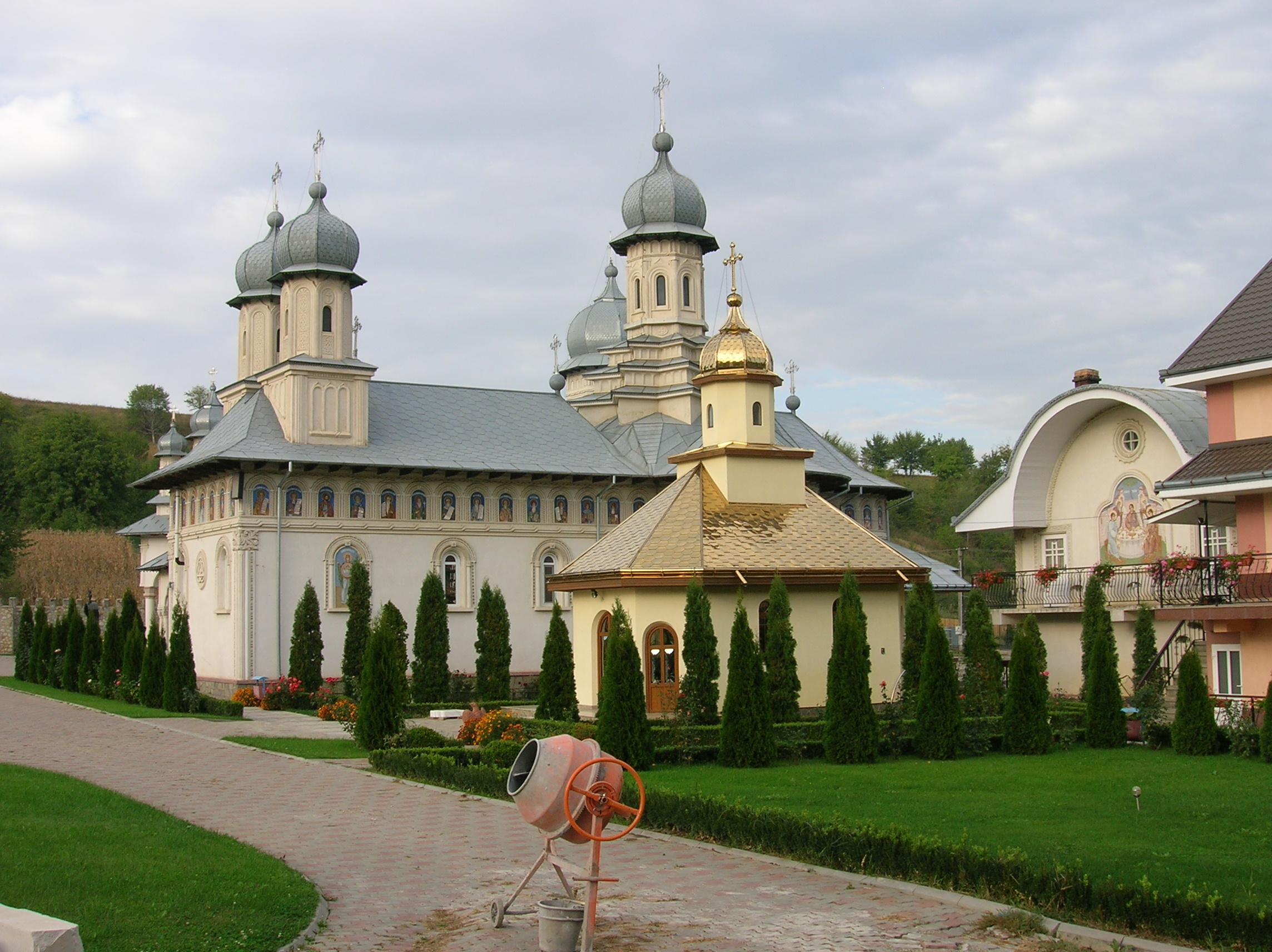
Храмы монастыря

Строительство монастыря началось в 1933 году и осуществлялось под руководством иеромонаха Иоанникия (Дудеску) (рум. Ioanichie Dudescu), благодаря которому до 1934 года были построены церковь и несколько келий.
23 апреля 1935 года монастырь был взят штурмом властными структурами, при этом пятеро защищавших обитель мирян были сброшены в монастырский колодец, где утонули, приняв мученическую кончину), 28 защитникам нанесены серьёзные травмы, 40 человек было арестовано, иеромонах Иоанникий приговорён к двум годам тюремного заключения, а обитель полностью разрушена (на её месте был разбит фруктовый сад).
Восстановление монастыря началось в 1956 году по инициативе иеромонаха Пахомия (Мораря), который вместе с Антонием Клапоном (рум. Antonie Clapon), не смотря на регулярные противодействия государственной власти и иерархии Румынской православной церкви, к 1962 году построил небольшой храм и ряд других строений.
В настоящее время в монастыре проживают 37 насельников во главе с настоятелем епископом Брашовским Феодосием (Скутару) (среди них восемь священников и девять диаконов). В обители также проживает епископ Плоештский Антоний (Тэтару).
В монастыре имеются мастерские резьбы по дереву, столярных работ, кузнечного дела. Монахи занимаются разведением животных и пчеловодством.